# 対馬海盆

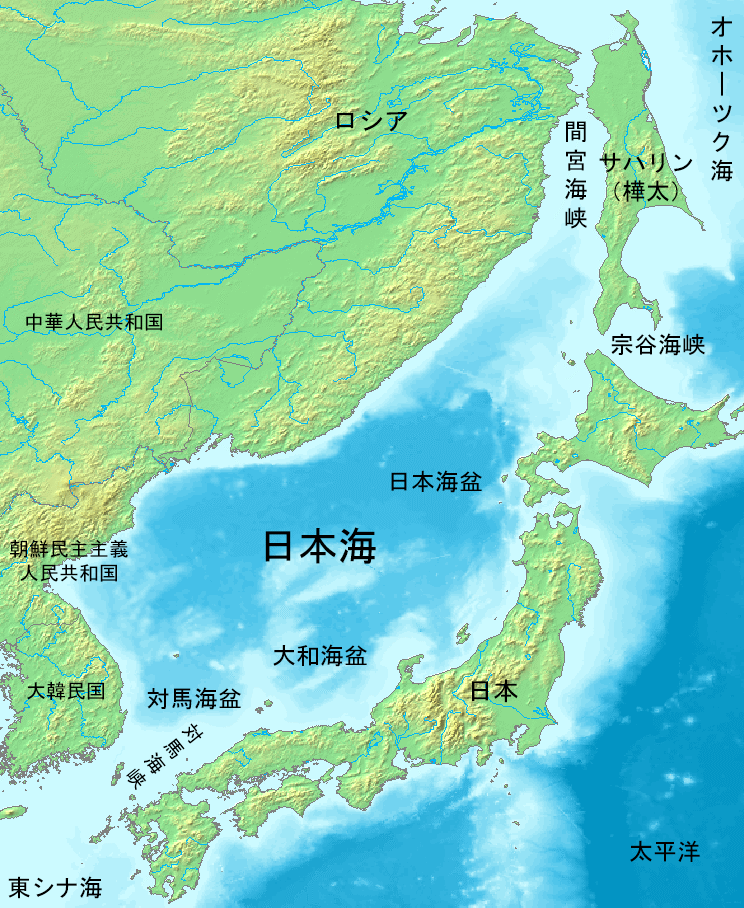
日本海の位置

対馬海盆（つしまかいぼん）は、日本海の南西部に位置し、対馬海峡にかけて広がる、海底盆地である。

## 概要
島根県竹島の南側、隠岐の北西側に位置する。日本と大韓民国（韓国）の排他的経済水域の双方にまたがっている。対馬盆地とも呼ばれる。日本政府は、1973年の第5回大洋水深総図会議（GEBCO会議,国際水路機関（IHO）とユネスコ政府間海洋学委員会（IOC）の共同会議）において、これを対馬海盆として登録した。
1972年に一回目の天然ガスの海洋調査が行われたが、この海盆が注目されるのは天然ガスが発見された1980年代後半に入ってからになる。最初の商業的なガスの発見は1998年に入ってからである。15か所のガス田のうち9か所から天然ガスが採掘され、こうしたガス発見頻度の高さはこの海域の海底資源の重要性を示している。
この海盆の辺りの日本海南西域の特徴としては、とても深く、また大陸棚が見られる。隠岐島の東側には3つの海底山脈が日本列島と平行に並び、東北地方南部の沖合いから隠岐島辺りにかけて広がる大和海盆と繋がっている。対馬海盆は、隠岐島の北側に位置する沖合いに広がっている。

## 名称問題
韓国政府は、（自国領である鬱陵島にちなむ）「鬱陵（ウルルン）海盆」と呼称している。2006年、海底地形名称小委員会に申請した「鬱陵海盆」への名称変更は取り下げたものの、名称変更を目指す方針は維持している。その後は、韓国人研究者が「鬱陵海盆」の名称を使った学術論文を多数発表するようになっている。（日本海呼称問題も参照）